# Município de Milton (condado de Jackson, Ohio)
O município de Milton (em inglês: Milton Township) é um município localizado no condado de Jackson no estado estadounidense de Ohio. No ano de 2010 tinha uma população de 1.028 habitantes e uma densidade populacional de 10,05 pessoas por km².

## Geografia
O município de Milton encontra-se localizado nas coordenadas 39° 04′ 11″ N, 82° 30′ 31″ O. Segundo a Departamento do Censo dos Estados Unidos, o município tem uma superfície total de 102.31 km², da qual 101.99 km² correspondem a terra firme e (0.31%) 0.32 km² é água.

## Demografia
Segundo o censo de 2010, tinha 1.028 habitantes residindo no município de Milton. A densidade populacional era de 10,05 hab./km². Dos 1.028 habitantes, o município de Milton estava composto pelo 96.79% brancos, o 0.1% eram afroamericanos, o 0.58% eram amerindios, o 0.1% eram asiáticos, o 0.39% eram insulares do Pacífico, o 0.19% eram de outras raças e o 1.85% pertenciam a dois ou mais raças. Do total da população o 1.17% eram hispanos ou latinos de qualquer raça.